# Hans Hauck (Orgelbauer)
Hans Hauck (auch Hans Haug; † nach 1522) war ein deutscher Orgelbauer im Ermland und in Danzig.

## Leben und Werk
Hans Haucks Nachname weist auf eine mögliche familiäre Herkunft aus Süddeutschland. Hans Hauck lebte in Konitz in Polnisch Preußen. 1506 baute er eine Orgel für den Frauenburger Dom und 1509 für die St. Katharinenkirche in Braunsberg, beide im Hochstift Ermland. Von letzterer ist die Disposition mit 25 Registern in einer Aufzeichnung von 1652 bekannt, als ältestes schriftliches Zeugnis dieser Art in ganz Preußen.
Zwischen 1518 und 1522 baute Hauck eine große und eine kleine Orgel für die Kirche St. Peter und Paul in Danzig und 1522 ein Positiv für die dortige Marienkirche, dazu reparierte er die Große Orgel, die dreizehn Jahre zuvor von Blasius Lehmann gebaut worden war. Seine Arbeiten repräsentieren den Übergang vom gotischen Blockwerk zur Renaissance-Orgel.